# Festival Internazionale del Cinema Nuovo
(Gisella Donadoni)
Il Festival Internazionale del Cinema Nuovo è un festival cinematografico che si svolge ogni due anni (inizialmente annuale), su cortometraggi e film di animazione interpretati e realizzati da persone con disabilità.

Il festival viene organizzato dall'Associazione Romeo Della Bella in collaborazione con Mediafriends e con la partnership di Fondazione Allianz Umana Mente.

## Giuria
La giuria è presieduta da Giampaolo Letta e Pupi Avati ne è il presidente onorario. Tra i giurati vi sono sia rappresentanti del mondo giornalistico e televisivo sia professionisti qualificati del settore.
Testimonial del Festival nel 2018 sono stati Ale e Franz.

### Membri di giuria
- Pupi Avati [3]
- Giampaolo Letta [3]
- Gisella Donadoni, attrice
- Nicola Corti, Segretario Fondazione Umanamente Allianz
- Marco Costa, Direttore Reti Tematiche Free Mediaset
- Mirko Pajè [5]
- Matteo Pavesi, Direttore Fondazione Cineteca Italiana
- Gianluca Nicoletti[4]
- Paolo Ruffini[4]
- Matteo Viviani[4]